# Punctozotroctes hovorei
Punctozotroctes hovorei là một loài bọ cánh cứng trong họ Cerambycidae.